# Modrowronka zielona
Modrowronka zielona, urakka zielona (Cyanocorax yncas) – gatunek średniej wielkości ptaka z rodziny krukowatych (Corvidae), występujący w obydwu Amerykach. Systematyka gatunku jest sporna, niektórzy autorzy wydzielają podgatunki z Ameryki Północnej do osobnego gatunku o nazwie modrowronka żółtobrzucha (Cyanocorax luxuosus). Nie jest zagrożony.

## Morfologia
Wygląd

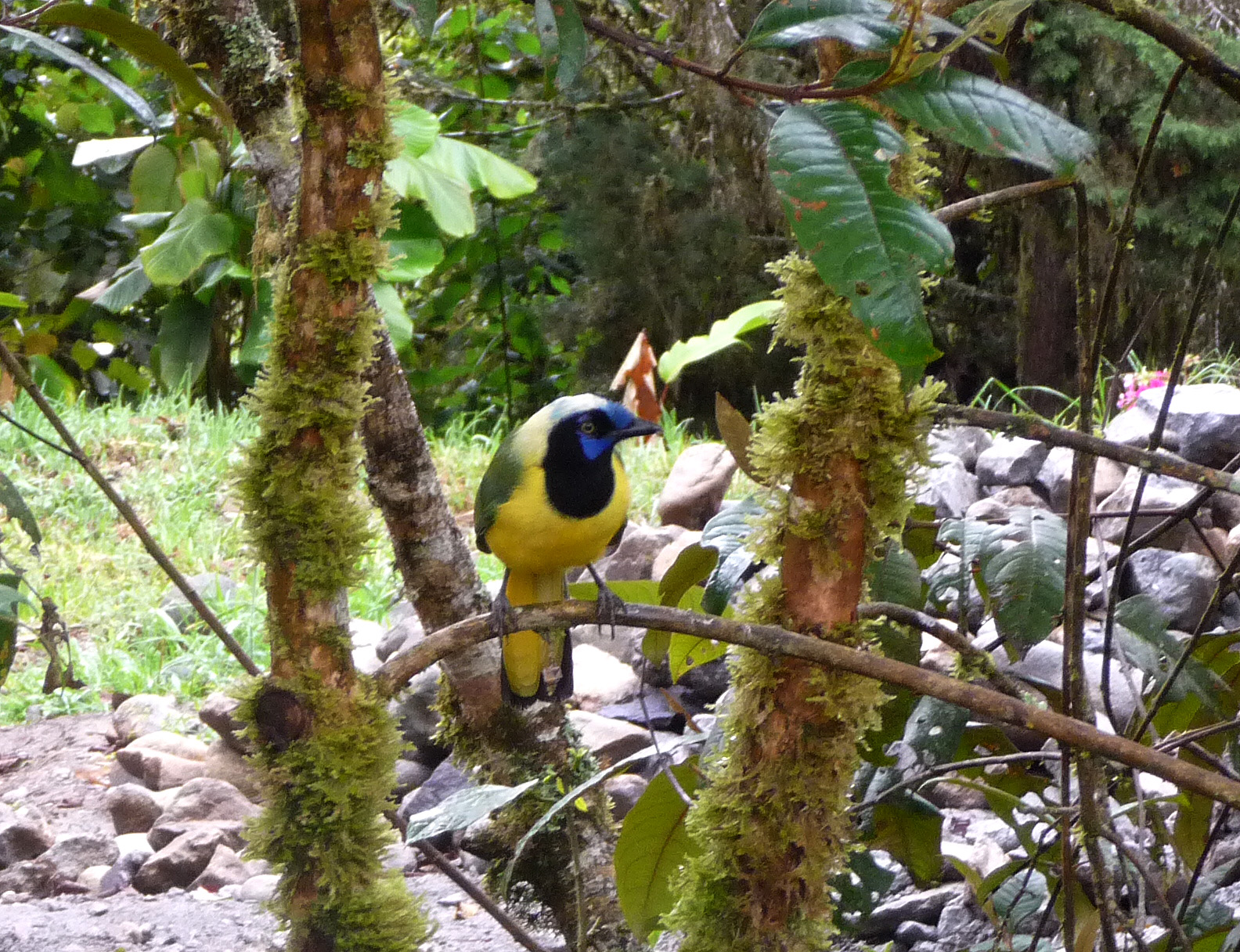
Ulubionym siedliskiem modrowronek zielonych są krzaczaste zarośla

Niebiesko-czarne upierzenie głowy z białawym czołem, występującym w zależności od podgatunku. Także barwa niebieska mniej lub bardziej intensywna u różnych podgatunków. Dziób czarny, u niektórych odmian z kępą szczeciniastych, sterczących piór u nasady. Gardło i pierś czarne, tył szyi niebieski. Grzbiet i pokrywy skrzydeł oraz część sterówek zielone. Brzuch i spód ogona żółte lub żółto-białe aż po bladozielone u północnych podgatunków. Lotki i środkowe sterówki czarne.
Średnie wymiary
- Długość ciała – 25[7]–29[8] cm;
- Rozpiętość skrzydeł – 35–40 cm[9];
- Masa ciała – 66–110 g[8].

## Zasięg występowania
W Ameryce Północnej zasięgiem obejmuje obszary od południowych krańców Stanów Zjednoczonych (południowy Teksas) poprzez Meksyk i Gwatemalę po Honduras. W Ameryce Południowej występuje wzdłuż górskich pasm Andów od Wenezueli i Kolumbii przez Ekwador i Peru po centralną Boliwię.

## Ekologia i zachowanie
Biotop
Preferuje suche biotopy. Ulubione siedliska to krzaczaste zarośla i zarośnięte brzegi strumieni. Często odwiedza farmy czy ogrody podmiejskie.
Pożywienie
Owady i inne bezkręgowce, nasiona zbóż, owoce i orzechy. Dietę uzupełniają drobne kręgowce i owoce. Gdy nadarzy się okazja, je mięso (padlinę), a także odpadki pozostawione przez człowieka. Obserwowano używanie patyków jako narzędzi do wydobywania owadów spod kory drzew.
Rozmnażanie
Gniazdo zakładane na drzewie lub wśród ciernistych krzewów. Samica składa 3 do 5 szaro-białych, owalnych jaj, które sama wysiaduje przez około 17 dni. W tym czasie jest karmiona przez samca. Także przez pierwsze 5 dni po wykluciu się piskląt samiec sam przynosi pożywienie. Później młodymi opiekują się obydwoje rodzice, a po wylocie z gniazda młode są dokarmiane przez kolejne trzy tygodnie przez samicę. U podgatunków kolumbijskich pisklętami opiekują się wspólnie członkowie stada zarówno w gnieździe jak i przez 20 dni po jego opuszczeniu.

## Systematyka

### Taksonomia
Nazwę zgodną z zasadami nazewnictwa binominalnego ustalił Pieter Boddaert w 1783 roku, który nazwał ten gatunek Corvus yncas. Wcześniej ilustrację przedstawiającą ptaka zamieszczono w książce Planches enluminées d'histoire naturelle, a opisał go m.in. John Latham w 1781 roku, który jednak użył tylko angielskiej nazwy zwyczajowej Peruvian Jay. Jako miejsce typowe Boddaert wskazał Peru, ograniczone przez Johna Zimmera do Chilpes, w regionie Junín.

### Etymologia
Nazwa rodzajowa jest połączeniem słów z języka greckiego: κυανος kuanos – „ciemnoniebieski” oraz κοραξ korax, κορακος korakos – „kruk, wrona” (κρωζω krōzō – „krakać”). Epitet gatunkowy odnosi się do plemienia Inków, którzy władali Peru w czasie hiszpańskiej konkwisty.

### Podgatunki
Wyróżnia się 12 lub 13 podgatunków modrowronki zielonej, dzielonych na dwie grupy uznawane niekiedy za oddzielne gatunki:
- modrowronka żółtobrzucha C. (y.) luxuosus
  - C. yncas glaucescens – południowe krańce Stanów Zjednoczonych (południowy Teksas) i północno-wschodni Meksyk (zachodnia część Tamaulipas i Nuevo León).
  - C. yncas luxuosus – południowe pogranicze Stanów Zjednoczonych (dolna dolina rzeki Rio Grande i południowo-wschodnie krańce Teksasu) południowy i wschodni Meksyk (na południe do Puebli i południowa część Veracruz).
  - C. yncas speciosus – pacyficzne wybrzeże Meksyku w Nayarit i Jalisco.
  - C. yncas vividus – pacyficzne wybrzeże południowego Meksyku (od Colima i Guerrero do zachodniej Gwatemali – po departament Sololá).
  - C. yncas maya – Tabasco i półwysep Jukatan we wschodnim Meksyku.
  - C. yncas cozumelae – Cozumel (wyspa u wybrzeży północno-wschodniego Jukatanu). Międzynarodowy Komitet Ornitologiczny (IOC) uznaje ten takson za nieważny i populację tę wlicza do C. yncas maya.
  - C. yncas centralis – południowo-wschodnia część Meksyku (wschodnie krańce Tabasco i sąsiednie regiony Chiapas i Quintana Roo), północna i wschodnia Gwatemala, Belize i północny Honduras.
  - C. yncas confusus – pacyficzne wybrzeże południowego Chiapas (Meksyk) i Gwatemala.
- modrowronka zielona C. (y.) yncas
  - C. yncas galeatus – subtropikalna strefa kolumbijskich stoków Andów.
  - C. yncas cyanodorsalis – centralna i wschodnia Kolumbia (subtropikalna strefa wschodnich stoków Andów) i północno-zachodnia Wenezuela (stan Zulia, południowa część Lary, na południe po stany Táchira i Barinas).
  - C. yncas guatimalensis – góry północnej Wenezueli (Falcón na wschód po Sucre i Anzoátegui).
  - C. yncas yncas – południowo-zachodnia Kolumbia (subtropikalna strefa dolin górnego biegu rzek Cauca, Patía i San Miguel) na południe przez wschodni Ekwador i Peru aż po centralną Boliwię (La Paz i Cochabamba).
  - C. yncas longirostris – suche tereny górnej doliny rzeki Marañón w północnym Peru.

## Status
IUCN uznaje modrowronkę zieloną za gatunek najmniejszej troski (LC, Least Concern) nieprzerwanie od 1988 roku. W 2017 roku organizacja Partners in Flight szacowała liczebność populacji lęgowej na około 880 tysięcy osobników. Trend liczebności populacji oceniany jest jako wzrostowy.